# Suslivka, Ciudniv
Suslivka (în ucraineană Суслівка) este un sat în comuna Nosivkî din raionul Ciudniv, regiunea Jîtomîr, Ucraina.